# Nàltxik
Nàltxik (karatxai-balkar i rus На́льчик; kabardí: Налшык) és una ciutat de la regió del Caucas al sud de Rússia i capital de la república de Kabardino-Balkària. La ciutat està situada a una altitud de 550 m als peus del Caucas. cobreix una àrea de 131 km². Població: 274,974 (Cens rus (2002)).

## Història
El territori de l'actual ciutat de Nàltxik fou habitat per balkars i kabardins ja el 1743, però la moderna ciutat no fou construïda fins al segle xix, quan l'expansió de l'imperi Rus els va obligar a construir-hi una fortificació el 1818, data que figura a l'escut de la ciutat. El 1838 s'hi fundà un establiment militar. Nàltxik no fou gaire important fins després de la revolució russa, quan el 1921 va rebre l'estatut de ciutat i esdevingué capital de l'oblast autònom Kabardí.
La ciutat rep el nom del riu Nàltxik i vol dir "petita ferradura" en kabardí i en karatxai-balkar.
Durant la Segona Guerra Mundial Nàltxik fou ocupada pels nazis entre el 28 d'octubre de 1942 a 3 de gener de 1943. La ciutat va patir molts danys durant el conflicte.
Nàltxik fou escollida "segona ciutat més neta de Rússia" el 2003.